# Козлович, Лильяна
Лильяна Козлович (словен. Lilijana Kozlovič; родилась 30 октября 1962 года, Копер, ФНРЮ) — словенский политический и государственный деятель. Магистр юридических наук. Член Партии современного центра. В прошлом — министр юстиции Словении (2020—2021), генеральный директор Агентства по окружающей среде (2019—2020), генеральный секретарь правительства (2016—2018), депутат Государственного собрания Словении (2014—2016).

## Биография
Родилась 30 октября 1962 года в городе Копер.
В 1997 году окончила юридический факультет Люблянского университета. В 2012 году получила там же степень магистра юридических наук.
С 1981 года работала в полицейском управлении города Копер. С 1997 года руководила Отделом регистрации актов гражданского состояния и общественного порядка, а затем Отделом внутренних административных дел. В 1999—2000 гг. была стажёром в Верховном суде Словении. С 2004 года работала в Министерстве государственного управления в области административных дел и электронного администрирования.
В 2005—2014 годах руководила администрацией Копера.
На выборах 13 июля 2014 года избрана депутатом Государственного собрания Словении VII созыва от Партии современного центра. Была заместителем главы парламентской группы Партии современного центра. Покинула парламент после назначения в правительство. Освободившееся депутатское место заняла бывший врач и член Партии современного центра Власта Почкай (Vlasta Počkaj).
15 сентября 2016 года была назначена генеральным секретарём правительства во главе с премьер-министром Миро Цераром при министре государственного управления Борисе Копривникаре. Сменила Дарко Крашовеца (Darko Krašovec), чью отставку Миро Церар принял 14 сентября. С 2018 года работала советником при Защитнике принципа равенства. В июне 2019 года назначена исполняющей обязанности генерального директора Агентства по окружающей среде, в декабре 2019 года —
генеральным директором.
13 марта 2020 года получила портфель министра юстиции в правительстве во главе с премьер-министром Янезом Яншей, сформированном 13 марта 2020 года. 27 мая 2021 года ушла в отставку.